# 中間色
中間色（ちゅうかんしょく）は、色を表す用語で、いくつかの定義がある。

## 純色と灰色の中間色（濁色）
色調のうち、最も彩度が高い色である純色に灰色を加えた、鈍い色調の色の総称である。白と黒の間の色である灰色は幅が広く、中間色はこれを含んだ色すべてを表すため、その範囲は広い。灰色を混ぜるとだいたい濁ったような色になるため以前は濁色（だくしょく）と呼ばれたが、言葉の響きが美しくないため現在は中間色の呼び方に統一されている。
類似のファッション用語として、ニュアンスカラーやくすみカラーがある。

### 日本の色彩文化
特に日本人は中間色を好む傾向があり、日本の伝統色として古くから日常の中に溶け込んでいた。「衣服令」や「奢侈禁止令」など時代の政策によって色彩の使用が制限されたため、逆に微妙な色合いを作り出したり組み合わせたりする流れが起こり、色と色を掛け合わせ、明暗濃淡などのわずかな違いを楽しむ色彩感覚が自然に洗練されていった（十二単の「襲の色目」、重ね染め、交織りなど）。

### 中世
中世の頃には｢わび・さび」といわれる枯淡の美学が生まれ、独特の中間色文化が発達した。これは着色する植物染料の種類が限られていたため、同じ染料でも濃淡によって区別する方法を採っていたからである。

### 江戸時代
江戸時代には町人文化が華を咲かせ、華美な色の使用には制限があったので、茶や鼠などの中間色が「粋」とされた。これらは身近な植物を染料としており、染賃が手ごろなので庶民の間で広まり、多く使われるようになった。その種類は豊富で、「四十八茶百鼠」といわれるほどである。これは染めの技術が高度になり、中間色の細分化と微妙な色の表現が可能になったことにもよる。染料としては、茶はタンニン、鼠色は団栗（どんぐり）や墨が用いられた。また、当時流行った歌舞伎の影響は大きく、人気の歌舞伎役者の衣装の色などはその役者の名前がつけられた色となり、時代の流行色となった。団十郎茶、路考茶、璃寛茶などがある。市川家の柿色、尾上家の茶色のように役者が考案した色といわれるものもある。他に江戸時代の代表的な色として、鳶色、弁柄色、納戸色、縹色、江戸紫（歌舞伎十八番の助六の鉢巻の色）、銀鼠、利休鼠などがある。

## 原色同士の中間色（間色）
原色の中間の色相も中間色と呼ぶ。これには例えば赤、黄、青を原色とした場合の橙、緑、紫などを含む。
類似の用語として、間色、二次色や三次色がある。